# Over the Fence (film fra 1917)
Over the Fence er en amerikansk stumfilm fra 1917 af J. Farrell MacDonald og Harold Lloyd.

## Medvirkende
- Harold Lloyd
- Snub Pollard
- Bebe Daniels
- J. Darcie Lloyd